# Abdias (Stifter)
Abdias ist eine Erzählung bzw. Novelle des österreichischen Schriftstellers Adalbert Stifter aus dem Jahr 1842.

## Inhalt
Abdias ist ein afrikanischer Jude, der in der Wüste lebt und dort seine Schätze hortet. Er muss erleben, dass sein Kampf um Reichtum keine Freundschaften wachsen und keine Liebe entstehen lässt, sondern nur Neider auf den Plan ruft. Sein Haus wird von Räubern geplündert und zerstört, seine Frau stirbt nach der Geburt eines Kindes. Abdias verlässt daher seine Heimat und wandert nach Europa aus. Hier wendet er seine ganze Liebe und Fürsorge seiner Tochter zu, doch auch sie wird ihm genommen.
Kp. 1 („Esther“): Stifter thematisiert in seiner Einleitung das rätselhaft sich dem menschlichen Verstand entziehende und seiner begrenzten Auffassung nach oft willkürlich Gunst und Strafe austeilende Schicksal, das er anschließend am Beispiel Abdias‘ veranschaulicht, „von dem es ungewiss ist, ob sein Schicksal ein seltsames Ding sei, oder sein Herz. Auf jeden Fall wird man […] in ein düsteres Grübeln hinein gelockt über Vorsicht, Schicksal und letzten Grund aller Dinge.“
Abdias wächst als Sohn des wohlhabenden jüdischen Kaufmanns Aron und seiner Frau Esther in einer antiken Ruinenstadt im Atlasgebirge auf. Obwohl sich hinter den Trümmern eine reich ausgestattete Wohnung verbirgt, muss er nach der Tradition seines Volkes die Familie verlassen und auf Karawanenzügen quer durch Nordafrika und den Orient bis nach Indien Überlebenserfahrungen sammeln und eigenständig für seinen Unterhalt sorgen. Fünfzehn Jahre später kehrt er zwar arm und ausgeraubt, aber innerlich bereichert zu den Eltern zurück. Er hat die Probe bestanden und wird von Aron mit der Hälfte seines Vermögens belohnt. Im weiteren Verlauf der Handlung entwickelt der Autor die aus anderen Erzählungen her bekannte Lebensproblematik, den Kontrast zwischen äußerem Glanz und Innerlichkeit. Abdias holt die „schönäugige Deborah“ aus Balbek in sein Haus, vergrößert auf seinen Reisen seinen Reichtum, versorgt seine alten Eltern und beschenkt die auf seinen orientalischen Handelsfürstenstil neidischen Nachbarn.
Kp. 2 („Deborah“): Einige Jahre nach dem Tod der Eltern wendet sich das Glück von ihm ab. Eine Pockenerkrankung entstellt sein Gesicht, und Deborah zieht sich von ihm zurück. Die Nachbarn reagieren mit Schadenfreude. Abdias versucht diesen Verlust mit noch größeren Handelsaktivitäten und Machtdemonstrationen wie der Demütigung eines arabischen Schuldners zu kompensieren und verteidigt tollkühn seine Karawane gegen angreifende Beduinen. Der zweite Schicksalsschlag trifft ihn, als er nach der Rückkehr von einer Reise seine Wohnung von der Bande des von ihm beleidigten Stammesführers ausgeraubt und verwüstet vorfindet und Deborah von der Geburt eines Mädchens so geschwächt ist, dass sie bald darauf stirbt.
Kp. 3 („Ditha“): Das Kind, nach Esthers Mutter Judith genannt, aber als Ditha angeredet, wird nun zum Mittelpunkt seines Lebens, sein ganzes Wesen ändert sich. Er verzichtet auf Verfolgung der Räuber und Rache an seinen Gegnern, gräbt seine versteckten Wertpapiere und Goldreserven aus und emigriert nach Europa. Im Tal einer einsamen Berggegend kauft er, da dies für Juden nicht erlaubt ist, auf den Namen eines Handelsfreundes ein Grundstück, baut darauf ein Haus und lebt dort zurückgezogen mit Ditha, die – körperlich wie geistig scheinbar zurückgeblieben in ihrer Entwicklung – blind ist. Hier wiederholt sich die Ambivalenz seines Schicksals mit überirdischer Metaphorik. Durch einen ihre Nerven schockierenden Blitzschlag kann die Elfjährige plötzlich sehen, und damit beginnt Abdias‘ schönster Lebensabschnitt. Nun entdeckt er mit der Tochter in verdichteter Form die im gewöhnlichen Alltag der Menschen oft unbeachteten „Millionen Augenblicke“ der neugewonnenen Welt: Das Antlitz Dithas beginnt jetzt „zu leben, und sichtlich immer mehr das Schönste zu zeigen, was der Mensch vermag, das Herz.“ Sie entwickelt ein „träumend sinnendes Wesen“, in dem sich seine damalige innere Welt und die jetzige äußere vermischen. Abdias verändert sich ebenfalls, ohne allerdings seine Situation der Isolation aufzulösen. Hat er bisher seinen Haushalt eingeschränkt geführt und sein durch Handel erworbenes Geld geizig gespart, um Rücklagen für sein behindertes Kind zu bilden, so schmückt er jetzt die Wohnung kostbar aus, kauft Wiesen, kultiviert den Boden und wandelt sein Land zu einem blühenden Garten um, in dem Vater und Tochter ohne Kontakt mit den Nachbarn in einer eigenen Welt mit arabischer Sprache, Kleidung und Märchen als Fremde leben. „Er hatte nach Europa verlangt, er war nun da. […], allein er hatte den afrikanischen Geist und die Natur der Einsamkeit nach Europa gebracht.“ Diese glückliche Phase endet, als die Sechzehnjährige auf dem Feld unter einem Garbenhaufen vor einem Gewitter Schutz sucht und von einem Blitz tödlich getroffen wird. Abdias lebt noch mehr als dreißig Jahre in dem stillen Tal. Nach seinem Tod gehört das Haus den Söhnen seines Handelsfreundes und steht anscheinend bis in die Gegenwart des Erzählers.

## Buchausgaben (Auswahl)
Stifters achte Erzählung entstand von 1841 bis Anfang 1842 und wurde erstmals 1843 im Österreichischen Novellen-Almanach in Wien gedruckt. Die zweite Fassung von 1845 erschien 1847 im vierten Band der Studien, als Einzelausgabe 1853.
- Abdias. Heckenast, Pesth 1853.
- Abdias. Eine Erzählung. Nachwort von Hans-Heinrich Reuter. Insel, Leipzig 1959 (= Insel-Bücherei, Band 684).
- Abdias. Erzählung. Mit einem Nachwort von Paul Requadt. Reclam, Stuttgart 1968, ISBN 3-15-003913-4 (= Reclams Universal-Bibliothek, Band 3913).
- Abdias. Wien 1842/43. Hrsg. v. Joseph Kiermeier-Debre. DTV, München 2005, ISBN 3-423-02661-8 (= dtv Bibliothek der Erstausgaben 2661).
- Abdias. Bergkristall. Erzählungen. Fischer Taschenbuch, Frankfurt am Main 2009, ISBN 978-3-596-90262-0.

## Hörbuch
- Ungekürzte Lesung von Christian Brückner, Länge: 273 Min. Argon Hörbuch / Edition parlando 2016, Format: 3 CDs, ISBN 978-3-941004-87-0
- Ungekürzte Lesung von Norbert Beilharz, Länge: 204 Min. Enthalten in: Die Klassiker Hörbibliothek: Meisterwerke der Weltliteratur, Brillant-Edition; Steinbach sprechende Bücher 2013, ISBN 978-3-86974-144-4
- Ungekürzte Lesung von Hans Jochim Schmidt, Länge: 262 Min. Vorleser Schmidt Hörbuchverlag o. J., Format: 1 MP3-CD oder Download, ISBN 978-3-941324-14-5
- Ungekürzte Lesung von Thomas Hölzl. GS-Audiobuchverlag 2005, Format: 2 CDs, ISBN 3-937465-44-8